# Pyrenacantha villiersii
Pyrenacantha villiersii är en tvåhjärtbladig växtart som beskrevs av Franciscus Jozef Breteler. Pyrenacantha villiersii ingår i släktet Pyrenacantha och familjen Icacinaceae. Inga underarter finns listade i Catalogue of Life.